# Structuralistische semantiek
De structuralistische semantiek is een door Ferdinand de Saussure voorgestelde variant op de semantiek die gebaseerd is op de uit de structuralistische taalkunde gedachte dat de woordenschat van talen een gestructureerd karakter heeft. Centraal staan het onderscheid tussen significant en significaat (wat feitelijk hetzelfde is als het onderscheid tussen een woord en een concept in filosofische zin) en het idee dat elk woord of elke lexicale eenheid opsplitsbaar is in semantische kenmerken zoals semen. 
Volgens tegenstanders van de structuralistische semantiek laat betekenis zich niet opsplitsen in kleinere structurele eenheden binnen de taal maar wordt ze uitsluitend bepaald door sociale interactie.